# Oriol Cardona Coll
Pour les articles homonymes, voir Cardona (homonymie).
Oriol Cardona Coll est un athlète et skieur-alpiniste espagnol, né le 7 octobre 1994. Spécialiste de skyrunning , il a notamment terminé 2e de la Mt Awa SkyRace et de la Yading Skyrun en 2019.

## Biographie
Oriol Cardona Coll a vécu et étudié à Font-Romeu de 2013 à 2018.

## Résultats

### 2015
| #  | masculin          | Course      | Longueur | Départ            | Temps       |
| 2e | Médaille d'argent | Nit Pirineu | 5 km     | 18 septembre 2015 | 38 min 11 s |

### 2016
| #   | masculin           | Course                             | Longueur | Départ            | Temps       |
| 1re | Médaille d'or      | Elbrus Vertical                    | 3,85 km  | 5 mai 2016        | 45 min 42 s |
| 2e  | Médaille d'argent  | Zegama-Aizkorri Kilómetro Vertical | 3 km     | 20 mai 2016       | 36 min 47 s |
| 3e  | Médaille de bronze | Nit Pirineu                        | 5 km     | 23 septembre 2016 | 30 min 39 s |

### 2017
- Championnats du monde de ski-alpinisme 2017 [5] :
  - 14e en Individuelle,  espoir
  - 6e en relais avec Kilian Jornet
  -  Médaille de bronze en Sprint,  Médaille d'or espoir
  - 16e en Verticale, 4e espoir

### 2018
| #  | masculin           | Course                             | Longueur | Départ          | Temps           |
| 2e | Médaille d'argent  | Zegama-Aizkorri Vertical Kilometer | 4,2 km   | 25 mai 2018     | 32 min 2 s      |
| 5e | 5e                 | Zegama-Aizkorri                    | 42 km    | 27 mai 2018     | 4 h 1 min 2 s   |
| 2e | Médaille d'argent  | Marathon de Pikes Peak             | 42,2 km  | 19 août 2018    | 3 h 37 min 19 s |
| 3e | Médaille de bronze | Limone Extreme SkyRace             | 29 km    | 13 octobre 2018 | 3 h 6 min 7 s   |
| 3e | Médaille de bronze | Otter African Trail Run - Retto    | 42 km    | 20 octobre 2018 | 3 h 51 min 59 s |

### 2019
Lors de l'hiver 2019, Oriol participe à la coupe du monde de ski-alpinisme qu'il termine à la 12e place au classement général. Lors de la saison de course à pied il participe au circuit Skyrunner World Series. Deuxième des 2 premières courses, il prend la tête provisoire du classement avant d'être devancé par d'autres athlètes après la Transvulcania. Il remporte la médaille de bronze aux championnats du monde de course en montagne longue distance.
- Championnats du monde de ski-alpinisme 2019 :
  -  Médaille de bronze en relais[10]
  - 4e en Sprint
  - 8e en Verticale

| #   | masculin           | Course                                                      | Longueur | Départ           | Temps           |
| 2e  | Médaille d'argent  | Mt Awa Skyrace                                              | 27 km    | 21 avril 2019    | 2 h 1 min 51 s  |
| 2e  | Médaille d'argent  | Yading Skyrun                                               | 32 km    | 4 mai 2019       | 3 h 18 min 38 s |
| 1re | Médaille d'or      | Zegama-Aizkorri Kilómetro Vertical                          | 3 km     | 31 mai 2019      | 36 min 12 s     |
| 3e  | Médaille de bronze | Livigno Skymarathon                                         | 34 km    | 15 juin 2019     | 3 h 26 min 24 s |
| 1re | Médaille d'or      | Buff Epic Trail 42K                                         | 42 km    | 14 juillet 2019  | 4 h 8 min 2 s   |
| 3e  | Médaille de bronze | Sky Pirineu                                                 | 36 km    | 5 octobre 2019   | 3 h 23 min 53 s |
| 2e  | Médaille d'argent  | SkyMasters                                                  | 27 km    | 19 octobre 2019  | 3 h 3 min 27 s  |
| 3e  | Médaille de bronze | Championnats du monde de course en montagne longue distance | 41,5 km  | 16 novembre 2019 | 3 h 20 min 24 s |

### 2021
- Victoire sur le Sprint de Flaine (France) en Coupe du monde de ski-alpinisme[11].
- 3e du Sprint de Val Martello (Italie) en Coupe du monde de ski-alpinisme[12].
- 5e du relais masculin d'Ordino-Arcalis (Andorre) aux Championnats du monde de ski-alpinisme 2021[13].

### 2022
Le 9 février 2022, il s'illustre sur l'épreuve du sprint lors des championnats d'Europe de ski-alpinisme à Boí Taüll. Ménageant ses efforts lors des qualifications, il s'élance sur un rythme soutenu dans la finale, menant la course du début à la fin pour s'emparer du titre.
- Championnats d'Europe de ski-alpinisme 2022 :
  -  en sprint

| #   | masculin      | Course                                                           | Longueur | Départ            | Temps       |
| 1re | Médaille d'or | Zegama-Aizkorri Kilómetro Vertical                               | 3 km     | 27 mai 2022       | 32 min 59 s |
| 1re | Médaille d'or | Nit Pirineu                                                      | 5 km     | 30 septembre 2022 | 37 min 4 s  |
| 8e  | 8e            | Championnats du monde de course en montagne - Montée et descente | 11,2 km  | 6 novembre 2022   | 42 min 44 s |

### 2023
- Victoire sur le Sprint de Morgins (Suisse) en Coupe du monde de ski-alpinisme
- Championnats du monde de ski-alpinisme 2023 :
  -  en sprint

### 2025
- sur le sprint de Courchevel (France) en Coupe du monde de ski-alpinisme
- sur le relais mixte d'Arinsal (Andorre) en Coupe du monde de ski-alpinisme (avec Ana Alonso Rodríguez)
- sur le sprint de Boí Taüll (Espagne) en Coupe du monde de ski-alpinisme
- sur le relais mixte de Boí Taüll (Espagne) en Coupe du monde de ski-alpinisme (avec Ana Alonso Rodríguez)
- sur le sprint de Bormio (Italie) en Coupe du monde de ski-alpinisme
- sur le relais mixte de Bormio (Italie) en Coupe du monde de ski-alpinisme (avec Ana Alonso Rodríguez)
- Championnats du monde de ski-alpinisme 2025 :
  -  en relais mixte (avec Ana Alonso Rodríguez)
  -  en sprint
- sur le sprint de Schladming (Autriche) en Coupe du monde de ski-alpinisme
- sur le relais mixte de Val Martello (Italie) en Coupe du monde de ski-alpinisme (avec Ana Alonso Rodríguez)
- sur le relais mixte de Villars-sur-Ollon (Suisse) en Coupe du monde de ski-alpinisme (avec Ana Alonso Rodríguez)